# Passoré
Le Passoré est une des 45 provinces du Burkina Faso, située dans la région du Nord.

## Géographie

### Démographie
- En 1985, le département comptait 223 830 habitants recensés (57,88 hab./km2)[2],[3]
- En 1996, le département comptait 271 864 habitants recensés (70,30 hab./km2)[2],[4].
- En 2003, le département comptait 334 018 habitants estimés (86,38 hab./km2)[5].
- En 2006, le département comptait 323 222 habitants recensés (83,58 hab./km2)[2],[6].
- En 2010, le département comptait 353 315 habitants estimés (91,37 hab./km2)[7].
- En 2019, le département comptait 457 781 habitants recensés (118,38 hab./km2)[1].

### Principales localités
Ne sont listées ici que les localités de la province ayant atteint au moins 3 000 habitants dans les derniers recensements (ou estimations de source officielles). Les données détaillées par ville, secteur ou village du dernier recensement général de 2019 ne sont pas encore publiées par l'INSD (en dehors des données préliminaires par département).
| Ville ou village    | Coordonnées                 | Altitude | Population  | Population  |
| Ville ou village    | Coordonnées                 | Altitude | Est. 2003   | Rec. 2006   |
| ------------------- | --------------------------- | -------- | ----------- | ----------- |
| Yako                | 12° 57′ 41″ N, 2° 15′ 48″ O | m        | 18 953 hab. | 22 685 hab. |
| Bokin               | 13° 00′ 20″ N, 1° 47′ 42″ O | m        | 8 268 hab.  | 8 357 hab.  |
| Lâ-Todin            |                             | m        | 7 681 hab.  | 7 587 hab.  |
| Pilimpikou          |                             | m        | 7 639 hab.  | 6 750 hab.  |
| Kirsi               |                             | m        | 6 570 hab.  | 5 795 hab.  |
| Pella               |                             | m        | 5 590 hab.  | 4 997 hab.  |
| Loungo              |                             | m        | 4 577 hab.  | 4 298 hab.  |
| Samba               |                             | m        | 4 423 hab.  | 4 241 hab.  |
| Song-Naba           |                             | m        | 3 805 hab.  | 3 882 hab.  |
| Petit-Samba         |                             | m        | 2 911 hab.  | 3 565 hab.  |
| Séguédin (Bokin)    |                             | m        | 3 609 hab.  | 3 503 hab.  |
| Moutoulou           |                             | m        | 3 579 hab.  | 3 417 hab.  |
| Yaké                |                             | m        | 3 568 hab.  | 3 117 hab.  |
| Kona                |                             | m        | 3 399 hab.  | 3 052 hab.  |
| Arbollé (ou Arbolé) |                             | m        | 12 651 hab. | 2 596 hab.  |

## Administration

### Chef-lieu et haut-commissariat
La ville de Yako est le chef-lieu de la province, administrativement dirigée par un haut-commissaire, nommé par le gouvernement et placé sous l'autorité du gouverneur de la région. Le haut-commissaire coordonne l'administration locale des préfets nommés dans chacun des départements.
| Période        | Période  | Identité                | Fonction précédente  | Observation |
| -------------- | -------- | ----------------------- | -------------------- | ----------- |
| 8 juillet 2016 | En cours | M. Adama Jean-Yves Béré | Administrateur civil | [ 8 ]       |

| Période        | Période  | Identité          | Fonction précédente  | Observation |
| -------------- | -------- | ----------------- | -------------------- | ----------- |
| 8 juillet 2016 | En cours | M. Idrissa Yanogo | Administrateur civil | [ 8 ]       |

### Départements ou communes

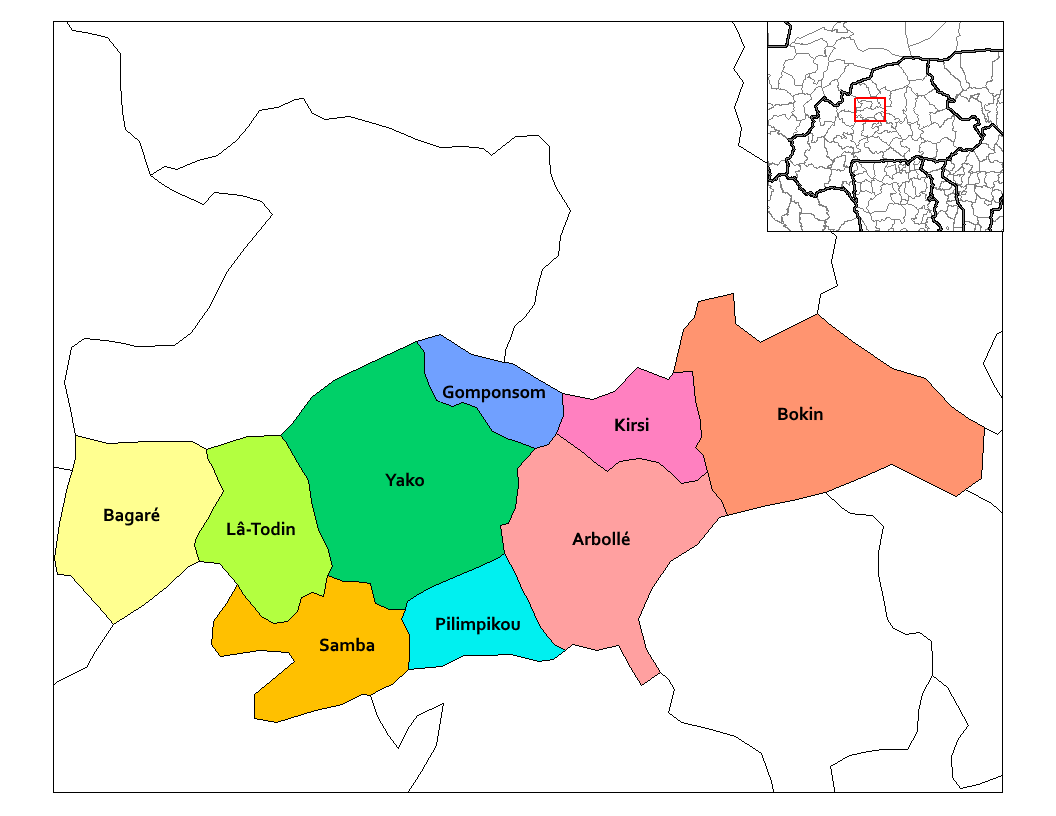
Localisation des neuf départements ou communes de la province du Passoré, formant également le district sanitaire de Yako.

La province du Passoré est administrativement composée de neuf départements ou communes.
Huit sont des communes rurales, Yako est une commune urbaine dont la ville chef-lieu, subdivisée en sept secteurs urbains, est également chef-lieu de la province :
| Département ou commune     | Type de commune            | Subdivisions,                        | Chef-lieu                    | Population | Population | Population |
| Département ou commune     | Type de commune            | Subdivisions,                        | Chef-lieu                    | Est. 2003  | Rec. 2006  | Rec. 2019  |
| -------------------------- | -------------------------- | ------------------------------------ | ---------------------------- | ---------- | ---------- | ---------- |
| Arbollé (ou Arbolé)        | rurale                     | 37 villages                          | Arbollé (ou Arbolé)          | 47 653     | 45 848     | 60 250     |
| Bagaré                     | rurale                     | 24 villages                          | Bagaré                       | 24 112     | 23 311     | 33 323     |
| Bokin                      | rurale                     | 40 villages                          | Bokin                        | 54 792     | 54 544     | 81 160     |
| Gomponsom                  | rurale                     | 14 villages                          | Gomponsom                    | 17 904     | 18 268     | 27 064     |
| Kirsi                      | rurale                     | 10 villages                          | Kirsi                        | 20 057     | 19 019     | 29 799     |
| Lâ-Todin                   | rurale                     | 15 villages                          | Lâ-Todin                     | 28 440     | 28 192     | 39 109     |
| Pilimpikou                 | rurale                     | 8 villages                           | Pilimpikou                   | 19 701     | 17 277     | 23 445     |
| Samba                      | rurale                     | 22 villages                          | Samba                        | 38 832     | 35 837     | 46 228     |
| Yako                       | urbaine                    | 1 ville (7 secteurs) et 40 villages  | Yako (chef-lieu de province) | 77 778     | 80 926     | 117 403    |
| 9 départements ou communes | 9 départements ou communes | 1 ville (7 secteurs) et 210 villages | Total                        | 329 269    | 323 222    | 457 781    |